# Cajazeiras
Cajazeiras este un oraș în Paraíba (PB), Brazilia.